# Ilse Bing
Ilse Bing (23. března 1899 – 10. března 1998) byla německá avantgardní a komerční fotografka, která produkovala průkopnické monochromatické fotografie během meziválečné éry.

## Životopis
V roce 1930 se přestěhovala z Frankfurtu nad Mohanem do narůstající avantgardní a surrealistické scény v Paříži - to znamenalo začátek nejpozoruhodnějšího období její kariéry. V té době vznikaly její reklamní a módní fotografie, fotografie z oblasti fotožurnalistiky, architektonické fotografie, a její práce byla publikována v časopisech, jako je Le Monde Illustre, Harper's Bazaar a Vogue.